# Jean Joseph Mounier
Jean Joseph Mounier (ur. 12 listopada 1758 w Grenoble, Isère, zm. 28 stycznia 1806 w Paryżu) – francuski polityk i sędzia. 
Studiował prawo. W roku 1783 objął urząd sędziowski w Grenoble. W roku 1788 wziął udział w sporze pomiędzy sądem a miejskim parlamentem (lokalnym organem władzy ustawodawczej i sądowniczej we Francji okresu ancien régime). W dniu 20 lipca 1788 – niespełna rok przed wybuchem rewolucji francuskiej – zorganizował obrady mieszkańców Delfinatu w miasteczku Vizille. Pełnił tam funkcję sekretarza zgromadzenia, spisując cahiers („zeszyty”) zażaleń i skarg publicznych, które członkowie zgromadzenia wnosili wobec króla Ludwika XVI. Nabrawszy w ten sposób znaczenia w życiu publicznym, Mounier został w roku 1789 jednogłośnie wybrany na przedstawiciela Stanu Trzeciego na obrady Stanów Generalnych. W sierpniu 1789 Mounier założył partię monarchistów.
W partii monarchistów oraz w Konstytuancie Mounier początkowo bronił nowych idei, opowiadając się za sojuszem Stanu Trzeciego z obiema klasami uprzywilejowanymi: szlachtą i klerem. Był pomysłodawcą słynnej Przysięgi w sali do gry w piłkę. Ponadto uczestniczył w przygotowaniach nowej konstytucji i domagał się przywrócenia Jacquesa Neckera na stanowisko generalnego kontrolera finansów. W dniu 28 września Mounier został wybrany na stanowisko przewodniczącego Konstytuanty. Jednak nie mogąc wprowadzić w życie działań zgodnych ze swoimi poglądami, Mounier zrezygnował z funkcji przewodniczącego w dniu 10 października 1789, zrzekł się mandatu poselskiego, po czym wrócił do Delfinatu. Wkrótce stał się osobą podejrzaną i aby uniknąć aresztowania wyjechał do Szwajcarii w roku 1790.
Mounier wrócił do Francji w roku 1801. Napoleon Bonaparte powierzył mu stanowisko prefekta w departamencie Ille-et-Vilaine. Wprowadziwszy zmiany organizacyjne Ille-et-Vilaine, Mounier został powołany na członka Rady Stanu, w roku 1805. Zmarł w Paryżu.
Do dorobku polityczno-filozoficznego Mouniera zaliczają się następujące prace:
- Considérations sur les gouvernements (Rozważania temat rządu) (1789);
- Recherches sur les causes qui ont empeché les Français de devenir libres (Badania nad przyczynami trudności stojących przed Francuzami w dążeniu do wolności) (1792),
- De l'influence attribuée aux philosophes, aux francs-maçons et aux illuminés sur la Révolution Française (O wpływie przypisywanym filozofom, francuskim wolnomularzom i oświeceniowcom na Rewolucję Francuską). (1801).